# Аэровагон

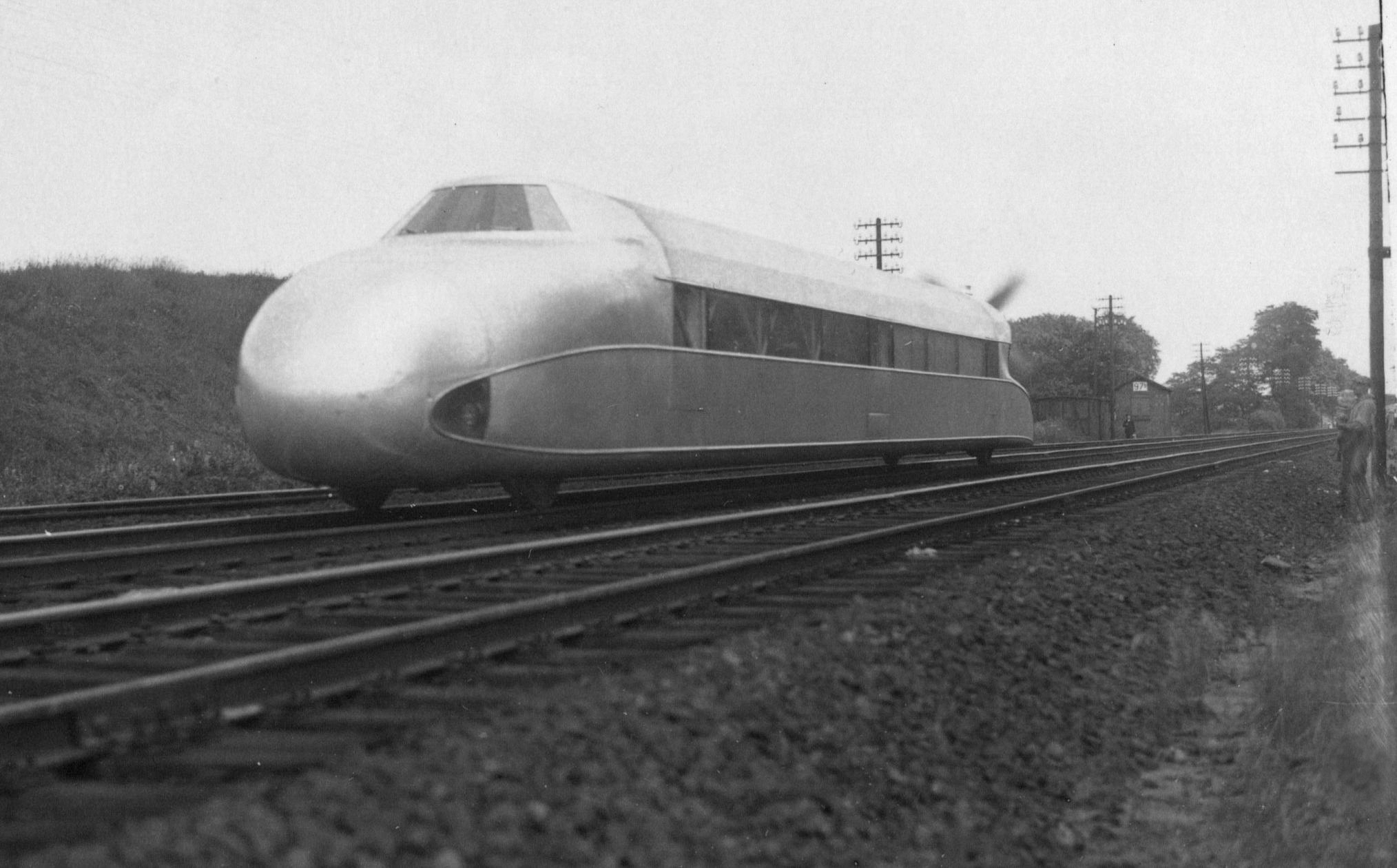
Аэровагон Крукенберга («Рельсовый цеппелин»)

Аэроваго́н (также аэродрези́на) — скоростной железнодорожный вагон с воздушным винтом авиационного типа. Может расцениваться как частный случай автомотрисы.

## История
Первая аэродрезина (аэровагон) была создана в Германии в 1917 году.
Первый в России аэровагон построен инженером В. И. Абаковским в 1921 году для обеспечения поездок руководителей партии и правительства СССР. Представлял собой дрезину, снабжённую мотором и двухлопастным винтом. Развивал скорость 140 км/ч.
В ходе эксплуатации аэровагона 24 июля 1921 года произошла катастрофа, в которой погибли 7 человек: сам изобретатель, видный русский революционер, советский государственный и партийный деятель товарищ Артём (Сергеев Ф. А.), ряд других большевиков (Джон Фриман и Джон Уильям Хьюлетт) и немецкие коммунисты Оскар Гельбрюк и Отто Штрупат; ещё один пострадавший скончался позже в госпитале, все они похоронены у кремлёвской стены.
В дальнейшем к идее аэровагона вновь обратились в Германии, где построенный в 1930 году аэровагон системы Крукенберга(с авиационным двигателем, четырёхлопастным винтом и обтекаемым алюминиевым корпусом) развивал скорость до 230 км/ч. В США (M-497) в 1966 г. и в СССР (Скоростной вагон-лаборатория) в 1970-е годы испытывались также скоростные вагоны-прототипы реактивного поезда с турбореактивными двигателями.
В целом использование воздушного винта на железной дороге распространения не нашло. Движитель был слишком шумным и опасным для окружающих, вихри от винта разрушали железнодорожное полотно.